# Timonius flavescens
Timonius flavescens là một loài thực vật có hoa trong họ Thiến thảo. Loài này được (Jacq.) Baker miêu tả khoa học đầu tiên năm 1877.